# Pacific Rugby Premiership 2018
Navigation
Non disputé P.R.P. 2019
Le Pacific Rugby Premiership 2018 ou PRP 2018 est la 4e édition de la compétition qui se déroule du 30 janvier au 5 mai 2018. Elle oppose les six meilleures équipes de la côte Ouest des États-Unis.

## Format
Le tournoi se dispute en matchs aller-retour et les 2 premiers se rencontrent à l'occasion d'une finale.

## Liste des équipes en compétition
La compétition oppose pour la saison 2018 les six équipes suivantes :
| Club                    | Fondé | Stade                             | Ville         |
| ----------------------- | ----- | --------------------------------- | ------------- |
| Belmont Shore           | 1964  | Cal Tate Long Beach               | Long Beach    |
| Life West Rugby         | 2013  | Sunset Field                      | Hayward       |
| Olympic Club Rugby      | 1908  | Gaelic Athletic Association Field | San Francisco |
| OMBAC                   | 1954  | Qualcomm Stadium                  | San Diego     |
| S.F.G.G.                | 1988  | Rocca Field                       | San Francisco |
| Santa Monica Rugby Club | 1972  | Webster Field                     | Los Angeles   |

## Phase régulière

### Classement
| Rang | Club            | J  | V | N | D | Bo | Bd | Pm  | Pe  | Diff | Pts |
| ---- | --------------- | -- | - | - | - | -- | -- | --- | --- | ---- | --- |
| 1    | OMBAC           | 10 | 8 | 0 | 2 | 7  | 0  | 352 | 196 | +156 | 39  |
| 2    | Belmont Shore   | 10 | 7 | 1 | 2 | 9  | 0  | 340 | 250 | +90  | 39  |
| 3    | S.F.G.G.        | 10 | 7 | 1 | 2 | 9  | 0  | 337 | 220 | +117 | 39  |
| 4    | Life West Rugby | 10 | 3 | 0 | 7 | 6  | 0  | 262 | 263 | -1   | 18  |
| 5    | Santa Monica    | 10 | 2 | 0 | 8 | 4  | 0  | 146 | 280 | -134 | 12  |
| 6    | Olympic Club    | 10 | 2 | 0 | 8 | 4  | 0  | 202 | 420 | -218 | 12  |

|  | Qualifiés pour la finale (no 1, no 2). |

Attribution des points : victoire sur tapis vert : 5, victoire : 3, match nul : 2, défaite : 0, forfait : -2 ; plus les bonus (offensif : 4 essais marqués ; défensif : défaite par 7 points d'écart maximum).

## Finale
| 7 mai 2018 | Belmont Shore | 54 - 29 | OMBAC | Little Q Field, San Diego (Californie) |
| 7 mai 2018 |               |         |       | Little Q Field, San Diego (Californie) |
| 7 mai 2018 |               |         |       | Little Q Field, San Diego (Californie) |

## Vainqueur
| Entraîneur |                        |  |
| Avants     | Pilier                 |  |
| Avants     | Talonneur              |  |
| Avants     | Deuxième ligne         |  |
| Avants     | Troisième ligne aile   |  |
| Avants     | Troisième ligne centre |  |
| Arrières   | Demi de mêlée          |  |
| Arrières   | Demi d'ouverture       |  |
| Arrières   | Centre                 |  |
| Arrières   | Ailier                 |  |
| Arrières   | Arrière                |  |